# Augus
Augus war ein antiker römischer Toreut (Metallbildner), der in der zweiten Hälfte des 1. Jahrhunderts oder der ersten Hälfte des 2. Jahrhunderts tätig war. Er ist heute nur noch aufgrund eines Signaturstempels auf einem Bronzetopf bekannt.